# Parade des pilotes

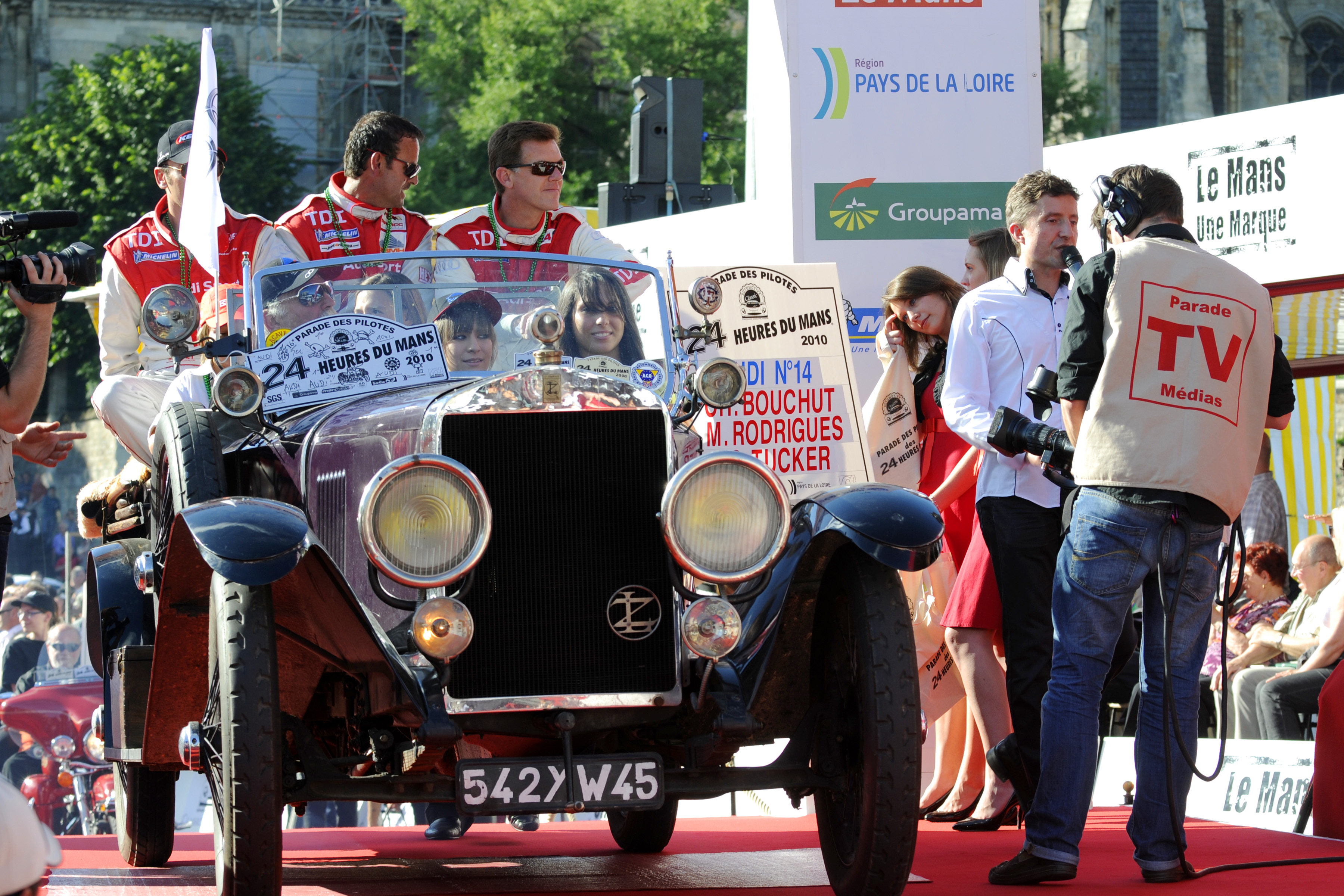
Pilotes de l'équipe Audi pendant la parade 2010

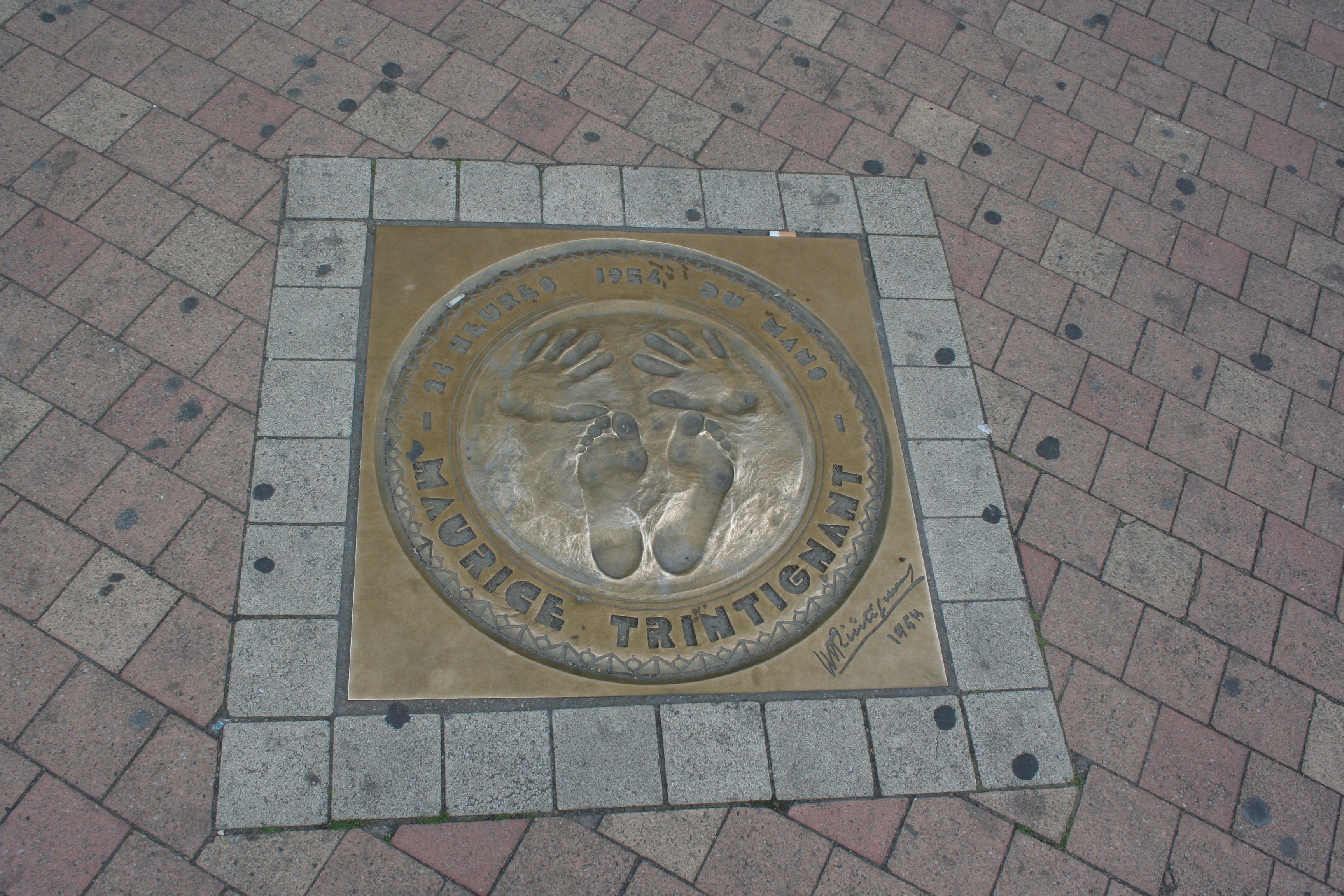
Empreintes et signature de Maurice Trintignant, vainqueur de l'édition 1954.

La Grande parade des pilotes est un événement à part entière lié à la course automobile des 24 Heures du Mans. Depuis 1995, sur une idée de son fondateur Philippe Pasteau et son équipe, elle est organisée dans la ville du Mans par l'association Classic Automotive dont c'est l'unique objet.

## Déroulement
Devenue un évènement incontournable de la grande semaine des 24 Heures du Mans, son parcours a toujours été réalisé en plein centre de la cité à partir de la place des Jacobins le vendredi en fin d'après-midi (veille de la course) ; c'est un moment populaire (et gratuit) au même titre que le pesage qui attire près de 180 000 personnes en centre ville. C'est l'occasion pour les visiteurs et les habitants du Mans qui ne peuvent pas tous assister à la course de voir les pilotes et de faire signer des autographes.
Menée par des orchestres variés, la parade voit défiler des véhicules de prestige et de collection qui emportent l'ensemble des équipages engagés pour la course, de même que d'autres conducteurs de renom. Des voitures de course et des supercars participent à la parade. Avec une retransmission télévisée dans pas moins de cinquante-deux pays, c'est un moment fort qui inclut une remise de prix spéciale.
En marge de la parade des pilotes, on peut toute l'année, dans le quartier de la gare, poser ses mains et pieds dans les empreintes des vainqueurs des 24 Heures du Mans et assister tous les ans avant la course, à la pose d'une plaque en bronze avec les empreintes des vainqueurs de l'année précédente autour du Signal des vainqueurs, sculpture réalisé par le manceau J.Y. Boulay.